# Tabidia craterodes
Tabidia craterodes là một loài bướm đêm trong họ Crambidae.